# Novice
Pour les articles homonymes, voir novice (homonymie).
Un novice est une personne qui manque d'expérience dans la pratique d'un art, d'une activité, dans l'exercice d'une profession. Il commence alors une période de formation par un enseignement et/ou un apprentissage.
Dans son sens originel, le terme « novice » désigne une personne « nouvellement arrivée ». Par exemple, qui a récemment reçu l'habit religieux et passe une période de probation, de réflexion sur sa vocation (l'appel de Dieu), avec formation initiale dans l'esprit et style de vie d'institut religieux.

## Étymologie
Du latin novicius, le mot, adjectif ou nom commun, est attesté dans la langue française depuis 1175 ou 1176 .

## Religion

### Bouddhisme
Dans de nombreux ordres bouddhiques, un homme ou une femme qui se destine à l'ordination pleine doit d'abord passer par l'étape du noviciat où il se doit d'adopter le code monastique décrit dans le Vinaya et d'étudier en vue de l'ordination. Le nom de cette étape varie selon les traditions. En langue pâli, le mot est Samanera.

### Christianisme

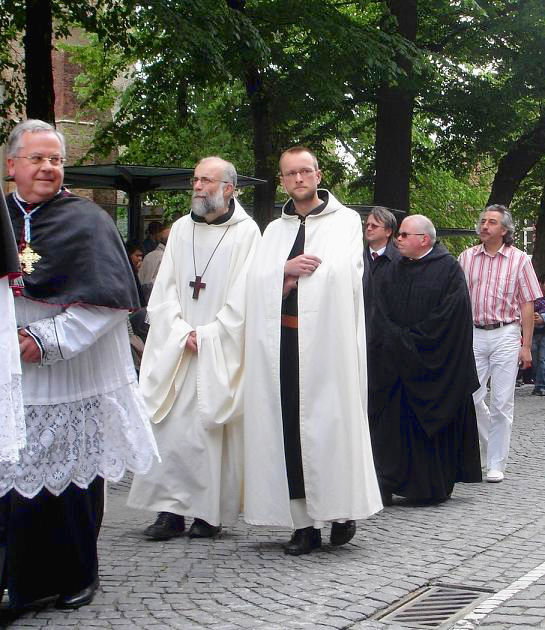
Novice trappiste lors de la procession du Saint-Sang à Bruges.

Dans les ordres religieux anciens et traditionnels, un novice (renvoie au latin noviter veniens « nouvellement venant » : Règle de saint Benoît, 58,1) est un nouvel arrivant, après qu'il a reçu l'habit religieux ; il a été accepté comme membre à l'essai de la communauté. Avant cela, il a généralement été postulant, une première étape de discernement dans la communauté, au cours de laquelle il a pu apprendre à mieux connaître la communauté, et la communauté a pu apprendre à le connaître également, avant de l'admettre comme novice.
Dans l’Église Catholique, la période de noviciat dure de un à deux ans. Elle peut être prolongée  de 6 mois au plus. Il s'agit d'une période de découverte de l'institut religieux dans lequel il entre, et de discernement de la volonté de Dieu : « suis-je appelé(e) par Dieu à suivre le Christ dans ce type de vie évangélique ? » 
Le novice peut ensuite, s'il le demande et si le vote de la communauté est favorable, prononcer des vœux d'abord temporaires (il ne sera alors plus appelé novice mais profès temporaire), puis éventuellement définitifs (il sera alors appelé profès). Après les vœux définitifs, il sera membre à part entière de la communauté, avec « voix au chapitre », c'est-à-dire qu'il peut participer aux chapitres réunissant la communauté, et participer aux décisions prises par son vote. 
On ne peut rester novice que deux ans et six mois au plus : après, il faut soit s'engager soit s'en aller. Le novice reste libre de partir à tout moment de cette période de formation.

## Dans la Marine nationale en France
Dans la marine française, jusque dans les années 1950, le novice est un apprenti marin qui a entre seize à dix-huit ans (âge auquel il est engagé comme matelot), ce qui le distingue du « mousse » (de 8 à 15 ans) qui aidait comme garçon de bord ou comme pages dans la marine à voile des siècles précédents.